# Nove dvorane (Sanssouci)
Nove dvorane (nemško Neue Kammern) so del sklopa palače Sanssouci v parku Sanssouci v Potsdamu v Nemčiji. Gradili so jih za pruskega kralja Friderika Velikega od leta 1771 do 1775.

## Zgodovina
Stavba, ki stoji zahodno od palače Sanssouci, služi kot dopolnilo Galeriji slik, ki stoji na vzhodu. Obe stavbi obkrožata poletno palačo. Komore so nadomestile oranžerijo, ki je bila na tem mestu zgrajena leta 1747 po načrtih Georga Wenzeslausa von Knobelsdorffa in je v zimskih mesecih hranila lončnice. Rampe, po katerih so kadi nosili in iznašali, spominjajo na prvotno uporabo stavbe. Gradbeni mojster Georg Christian Unger je dobil naročilo, da stavbo oranžerije spremeni v gostišče.
Osnovni elementi stavbe so ostali nedotaknjeni, prav tako njena velikost in francoska okna od tal do stropa. Najbolj očitna sprememba je bila dodana kupola na srednjem delu. Podobnosti med arhitekturo Novih dvoran in Galerije slik so takšne, da je obe stavbi mogoče zamenjati z drugo.

## Opis

### Notranjost
Prava predelava je nastala v notranjosti, kjer je nastalo sedem sob za goste in dve plesni dvorani. Stavba je vrhunec poznega sloga fredericijanskega rokokoja, čeprav je bil neoklasicistični slog že v veliki meri uveljavljen kot prevladujoč okus tega obdobja. Dvorane je zasnoval Johann Christian Hoppenhaupt.
Sobe za goste so bile različno okrašene z lakiranimi, poslikanimi ali intarziranimi omarami, katerih dragi vložki iz domačega lesa so krasili celotno steno od stropa do tal.
Za slike imajo sobe za goste pogled na Potsdam, ki dokumentirajo zasnovo mesta pod Friderikom Velikim in jih je za gostišče posebej naročil kralj.

### Jaspisova soba
Sredi stavbe, pod kupolo, je največja soba Jaspisova soba. Stene plesne dvorane so okrašene z rdečim jaspisom in sivim šlezijskim marmorjem. Enake barve najdemo v zasnovi tal. Stropno poslikavo Venus mit ihrem Gefolge (Venera s spremstvom) je ustvaril Johann Christoph Frisch. Okrašene plošče iz antike in 18. stoletja so bile pritrjene na ozadje rdečega jaspisa.

### Ovidova galerija
Druga, velika plesna dvorana, ki je v vzhodnem delu Novih dvoran, je Ovidova galerija, okrašena v slogu francoskih sob z ogledali.
Na daljši strani sobe je ogledalo, ki se razteza skoraj do stropa, čez katerega so na vrtni strani francoska okna.
Friderik je zahteval, da se stene okrasijo s pozlačenimi reliefi zvez starodavnih bogov, o katerih je pripovedoval rimski pesnik Ovid v svojih Metamorfozah. Bogata dekoracija sobe prihaja iz delavnice kiparjev in bratov Johanna Davida Räntza in Johanna Lorentza Wilhelma Räntza.

## Izbrani poudarki zbirke
- Karl Christian Wilhelm Baron, Stara tržnica Potsdam - pogled na Schlossstrasse
- Karl Christian Wilhelm Baron, Stara tržnica v Potsdamu

## Svetovna dediščina
Od leta 1990 sta palača in vrt Sanssouci, vključno z Novimi dvoranami, vpisana v Unescovov seznam svetovne dediščine pod vnosom Palače in parki v Potsdamu in Berlinu.